# Marguerite Gourdan
Marguerite Gourdan, född Stock i Béziers, död 28 september 1783 i Paris, var en fransk bordellmamma i 1700-talets Paris. Hennes bordell var dåtidens mest exklusiva och hon var under sin tid en känd profil som Paris' mest berömda bordellmamma. 

## Biografi
Gourdan kom till Paris tillsammans med en officer, och gifte sig snart med kaptenen François-Didier Gourdan. Med makens tillstånd sålde hon sig åt en adlig militär, med vilken hon fick en dotter och, därefter, ett årligt underhåll. År 1759 avled hennes försörjare, och hon öppnade då sin första bordell. Enligt samtida pamfletter var det på denna bordell Ludvig XV:s framtida mätress madame du Barry utbildades; detta betraktas dock inte som korrekt. Gourdan beviljades den 9 mars 1765 en laglig separation från maken. 
Hennes bordell låg från 1763 på rue Comtesse d'Artois, vilket gav hennes smeknamnet "Lilla Grevinnan". Hon lärde under en sjukhusvistelse känna sin främsta rival, Justine Paris, och år 1774 öppnade de som kompanjorer en gemensam bordell på rue des Deux-Portes-Saint-Sauveur som blev berömd. Denna hade en hemlig ingång genom ett antikvariat för de kunder som ville förbli anonyma. Justine Paris avled dock snart därefter i en könssjukdom, och Gourdan ledde då verksamheten ensam. 
Gourdan hade värvare anställda i både Paris och provinserna. De av hennes anställda som arbetade på bordellen utgjorde hennes "harem", men hon hade också anställda som levde i egna bostäder och besökte sina kunder, som kurtisaner, och dessa kallades hennes "Legion". En annan kategori utgjordes av artister som tjänade extra vid sidan av sitt andra yrke, och ytterligare en av kvinnor ur borgarklassen som ska ha sålt sig för att tjäna pengar utan sina makars vetskap. 
Marguerite Gourdan prostituerade inte endast kvinnor åt män. Hon prostituerade även män till män, samt kvinnor till andra kvinnor, och sålde sexredskap till både kvinnor och män. Gourdan hyrde dessutom ut rum åt riktiga par, vars förhållande inte var accepterat och som behövde en plats där de kunde mötas i hemlighet, så som gifta kvinnor som behövde en trygg plats att möta sina älskare, eller människor med incestuösa förhållanden: detta ska ha varit en betydande del av hennes verksamhet. Bland hennes olika kategorier av kunder fanns en mängd av denna tids mest välkända personligheter av båda könen. 
Den 6 september 1776 utfärdades en arresteringsorder för Marguerite Gourdan på order av Parisparlamentet. Hon åtalades för koppleri. Straffet för detta var att placeras bakvänd på en åsna och ledas genom gatorna med en halmhatt på huvudet med texten "Offentlig Kopplerska" till en gatukorsning, där hon skulle piskas med spö och brännmärkas med den franska liljan. Gourdan flydde genast från staden innan hon hann arresteras. Då hon återvände i augusti räknade hon upp en rad av sina mest inflytelserika kunder, bland dem domaren i Parisparlamentet, som sedan såg till att åtalet avskrevs.
Gourdan var verksam till sin död, men fick allt fler rivaler under sina sista år.

### Allmänna källor
- Nina Kushner: Erotic Exchanges: The World of Elite Prostitution in Eighteenth-Century Paris
- Simon Burrows: A King's Ransom: The Life of Charles Thèveneau de Morande, Blackmailer ...
- Iwan Bloch: Marquis de Sade: His Life and Works